# Icknield Street
Icknield Street o Ryknild Street és una via romana del Regne Unit que va des de Fosse Way, Bourton-on-the-Water, a Gloucestershire (51° 53′ 17″ N, 1° 46′ 01″ O / 51.888°N,1.767°O), fins a Templeborough, a South Yorkshire (53° 25′ 05″ N, 1° 23′ 38″ O / 53.418°N,1.394°O). Travessa les localitats d'Alcester, Studley, Redditch, Metchley Fort, Birmingham, Lichfield i Derby.
La via va ser nomenada històricament Icknield Street però va adquirir el nom de Ryknild Street al segle xii per equivocació de Ranulf Higdon, un monjo de Chester escrivint el 1344 en el seu Polychronicon. Harverfield escrivint en el Victoria County History de Warwickshire dubtava sobre si la via tenia cap dret real i original a qualsevol dels dos noms, mostrant preferència per Ryknild com una alternativa no menys vàlida (o no menys correcta), i essent capaç de distingir-la d'Icknield Street a Oxfordshire i Berkshire. Actualment rep el nom d'Icknield o Ryknild Street per distingir-la de l'antic Icknield Way, una ruta de l'edat del ferro que s'estenia des de Norfolk fins a Dorset. Una secció conservada de la via romana es pot veure a Sutton Park a Birmingham.